# Наумова, Галина Романовна
Гали́на Рома́новна Нау́мова (род. 28 сентября 1947, Выборг, Ленинградская область, СССР) — советский и российский историк, доктор исторических наук (1998), профессор исторического факультета МГУ им. М. В. Ломоносова.

## Биография
В 1971 году окончила исторический факультет МГУ им. М. В. Ломоносова. В 1976—1978 годах работала в журнале «История СССР», заведуя отделом «Критики и библиографии». С 1978 года — сотрудник кафедры источниковедения исторического факультета МГУ. Под руководством известного историка В. И. Бовыкина в 1975 году защитила кандидатскую диссертацию на тему «Источники по истории сбытовых монополий в России», в 1998 году — докторскую диссертацию «Русская фабрика на этапе капиталистической индустриализации (источники и методы исследования)». В 1991—1996 годы — научный редактор ежемесячника «Былое» (ежемесячного приложения к журналу «Деловой мир»). В 1995—2002 годах участвовала в работе межвузовского научного семинара «Индустриализация в России». С 2001 года — руководитель научного семинара при кафедре источниковедения отечественной истории исторического факультета МГУ им. М. В. Ломоносова «Традиции русской исторической мысли» и член редколлегии сборников материалов семинара. Член 6 научных обществ, с 13 марта 2017 года — член диссертационного совета МГУ 07.01 (в период с января 2005 по август 2017 была членом ещё 3 диссертационных советов). С 2023 года — заведующая кафедрой истории и международных отношений Филиала МГУ им. М. В. Ломоносова в городе Севастополе.
В браке с А. В. Никоновым — доктором исторических наук, доцентом кафедры истории ИППК МГУ им. М. В. Ломоносова, государственным советником Российской Федерации I класса, с которым написала в соавторстве ряд научных работ.

## Научная деятельность
Известный специалист в области историографии и источниковедения отечественной истории, истории русской промышленности и предпринимательства. Также в сферу научных интересов учёного входят философия истории, история МГУ имени М. В. Ломоносова, музейное строительство, музейные коллекции, отечественное краеведение, генеалогия и т. д..
На историческом факультете МГУ читала (или читает по настоящее время) ряд курсов и спецкурсов: «Историография истории России (X—XXI вв.)», «Формирование исторической памяти и деятели культуры 1920-х гг.», «Русская генеалогия», «Исторические взгляды русских философов и деятелей культуры», «„Квартирный вопрос“ в России в XX в.: пути изучения», «Отечественная историография истории России XX в.» «Источниковедческие проблемы изучения отечественной промышленной культуры», «Актуальные проблемы современной историографии», «От индустриализации капиталистической к индустриализации социалистической», «Русская фабрика», «Антикварный рынок отечественных культурных ценностей (состояние, источники и методы анализа)», «Русские идеалисты и идеология отечественной индустриализации», «Идеология модернизации России (конец XIX в. — 1928 г.)», «Тип религиозной мысли в России», «Генеалогия предпринимателей и властных элит» и др..
Автор (и соавтор) более 150 научных статей, 29 монографий и учебных пособий. Под руководством учёного были подготовлены и успешно защищены более 40 дипломных работ и 14 кандидатских диссертаций.

### Основные работы
- Российские монополии (источниковедческие проблемы). М.: Изд-во МГУ, 1984. 123 с.
- Русская фабрика (проблемы источниковедения). М.: ЭКОН, 1998. 263 с.
- Наумова Г. Р., Шикло А. Е. Историография истории России: учебник для вузов. 4-е изд. М.: Академия, 2011. 472 с.
- История исторической науки. Историография истории России в 2 ч. Часть 1 : учебник для академического бакалавриата. М.: Юрайт, 2017. 237 с.
- История исторической науки. Историография истории России в 2 ч. Часть 2 : учебник для академического бакалавриата. М.: Юрайт, 2017. 217 с.
- Володихин Д. М., Наумова Г. Р. Владимир Александрович Плугин: ученый, учитель, мыслитель. — М.: ИПО «Радетель»; Севастополь: «Шико», 2018. — 174 с.
- Наумова Г. Р., Никонов А. В., Корнеева Ю. Г. История России. IX—XVII века. М.: ИЛЕКСА, 2017. 272 с.
- Наумова Г. Р., Никонов А. В., Корнеева Ю. Г. История России. XVIII век-начало XX века. М.: ИЛЕКСА, 2018. 443 с.
- Наумова Г. Р., Никонов А. В., Корнеева Ю. Г. История России. XX век — начало XXI века. М.: ИЛЕКСА, 2019. 375 с.